# Henri Georges Girard
Charles Henri Georges Achille Girard (* 16. Juli 1917 in Montpellier, Département Hérault; † 4. März 1987 in Barcelona) war ein französischer Schriftsteller, Journalist und politischer Aktivist. Bekannt wurde er unter dem Pseudonym Georges Arnaud, für das er seinen zweiten Vornamen Georges und Arnaud als den Geburtsnamen seiner Mutter benutzte. (Der 1928 geborene Autor Georges-Jean Arnaud, der die Serie La Compagnie des glaces verfasste, wird oft mit dem unter dem Künstlernamen Georges Arnaud auftretenden Henri-Georges Girard verwechselt.)

## Leben
Im Jahr 1926, als er neun Jahre alt war, starb Girards Mutter Valentine Girard an Tuberkulose, einer Krankheit, an der auch Henri Girard Zeit seines Lebens litt. Als brillanter Schüler (Abiturient mit fünfzehn Jahren) war er besonders gut in den Geisteswissenschaften. Nach dem Abitur studierte er Jura in Paris. Als Lizentiat der Rechte machte er Politikwissenschaft und weigerte sich, Philippe Pétain die Treue zu schwören.
Am 25. Oktober 1941 wurden Henris Vater George Girard, seine Tante und eine Dienerin (und nach der Legende auch der Hund) mit Sichelhieben im Wohnsitz (Chateau) der Familie von Escoire im Périgord getötet. Henri Girard brachte das Verbrechen am folgenden Morgen zur Anzeige. Angesichts der mysteriösen Umstände des Dramas (keine Zeugen, keinerlei Motiv, keine Anzeichen von Einbruchspuren) wurde er verhaftet. Während er seine Unschuld beteuerte, war er bis zum Schluss seines Prozesses am 2. Juni 1943 neunzehn Monate im Gefängnis. Bei drohender Todesstrafe profitierte Henri Girard von der Intervention des Rechtsanwalts Maurice Garçon, einem ehemaligen Freund seines Vaters. Nach nur wenigen Minuten der Beratung der Geschworenen freigesprochen, wurde er triumphierend vom Publikum des Gerichts empfangen. Der Fall Escoire wurde nie aufgeklärt.
Jahre später behauptete Gérard de Villiers, Autor der Serie SAS, Arnaud habe ihm anvertraut, Täter der Verbrechen zu sein. Es gibt bis heute keinerlei Beweise, dass diese Worte wirklich gefallen sind. Allerdings scheinen dem Chateau Nahestehende sowie andere Zeugen der Tat nie an der Identität des Verbrechers gezweifelt zu haben.
Von 1943 bis 1947 lebte er in Paris, wo er das Familienerbe in kürzester Zeit durchbrachte. Er freundete sich mit einer jungen Sängerin an, mit der er später zwei Söhne hatte. Girard segelte ab dem 2. Mai 1947 nach Südamerika. Auf diesem Kontinent führte Georges Arnaud zwei Jahre lang ein Leben als Herumtreiber. Er übte zahlreiche Tätigkeiten aus, darnter Goldgräber, Barkeeper, Taxifahrer und LKW-Fahrer. Zurück in Frankreich im Jahr 1950 veröffentlichte er seine erste Novelle Lohn der Angst, inspiriert von seiner Reise nach Südamerika. Das Buch  wurde sehr populär.
Seine Scheidung wurde 1951 ausgesprochen. Dann erschienen neue aus seinen Erlebnissen abgeleitete Bücher: Le Voyage du mauvais larron sowie Schtibilem 41 (über seine Zeit im Gefängnis). Georges Arnaud schrieb gleichzeitig Reportagen für verschiedene Zeitungen. Im Jahre 1952 setzte der Filmemacher Henri-Georges Clouzot mit seiner Adaptation Lohn der Angst mit Yves Montand und Charles Vanel das Buch filmisch um. Im folgenden Jahr wurde der Film beim Filmfestival von Cannes mit dem Grand Prix und Charles Vanel als der beste Hauptdarsteller ausgezeichnet.
Im Jahr 1953 traf Henri Girard seine neue Gefährtin, Rolande, mit der er zwei Töchter hatte und die er 1966 heiratete. Ebenfalls im Jahr 1953 verschaffte ihm sein Stück Les Aveux les plus doux einen weiteren Erfolg. Édouard Molinaro verfilmte im Jahr 1970 den Stoff für die Leinwand.
Im Jahr 1957 unterzeichnete er bei dem Verlag Editions de Minuit gemeinsam mit dem Rechtsanwalt Jacques Verges ein Manifest für Djamila Bouhired. Sie war eine Kämpferin der algerischen Befreiungsbewegung FLN. Sie war unter dem Verdacht, eine Bombe gelegt zu haben, von französischen Fallschirmjägern festgenommen worden. Gefoltert, vor Gericht gestellt und im Juli 1957 zum Tode verurteilt, wurde Djamila Bouhired von Jacques Verges verteidigt, der erreichte, dass ihre Strafe umgewandelt wurde. Später heiratete er seine Mandantin, die 1962 freigelassen wurde. Das Buch Pour Djamila Bouhired (Deutsch: Zugunsten von Djamila Bouhired) ist, gemeinsam mit Henri Allegs Buch La Question (Deutsch: Die Frage), eines der Manifeste, welche die Öffentlichkeit über Folter und Misshandlungen an den algerischen Unabhängigkeitskämpfern durch die französische Armee alarmierte. Georges Arnaud wurde verhaftet, weil er den Ort und die Zeugen einer Pressekonferenz nicht verriet, die Francis Jeanson zugunsten der Unabhängigkeit Algeriens veranstaltete. Er wurde von Joseph Kessel, Jean-Paul Sartre, Jacques Prévert, François Maspero und Andre Frossard unterstützt.
Indem er die sogenannte „enfermement militant“ (auf Deutsch etwa: Militante Abschottung) einführte, verbrachte Georges Arnaud zwei Monate im Gefängnis. Er nutzte den verursachten Skandal nicht nur dafür, um seinen Freispruch, sondern auch, um eine Entschuldigung seitens der Armee zu verlangen. Sein Prozess führte zu einer Verurteilung zu zwei Jahren Freiheitsstrafe, das Urteil wurde aber abschließend durch das Gericht aufgehoben.
In 1962 ließ sich Georges Arnaud in Algerien mit seiner Familie nieder. Er trug zur Gründung einer Journalismus-Schule und zur Einführung der Zeitschrift Révolution africaine (Deutsch: Afrikanische Revolution) bei. 1972 zwang ihn die Tuberkulose, sich in Chamonix in Frankreich zu erholen. Er verließ Algerien endgültig im Jahr 1974. Von 1975 bis 1981 produzierte er Reportagen für das französische Fernsehen, darunter über die Moon-Sekte und über die Peiper-Affäre (Ex-SS Kriegsverbrecher, geflüchtet in das Département Haute-Saône, dessen Haus 1976 in Flammen aufging – eine nicht-identifizierbare Leiche wurde in den Trümmern entdeckt).
1984 ließ sich die Familie Georges Arnaud in Barcelona nieder, wo er seinen Lebensabend verbrachte. Henri-Georges Arnaud Girard starb dort 1987 an einem Herzinfarkt.

## Werke
- Le Salaire de la peur (deutsch: Lohn der Angst oder Ladung Nitroglyzerin oder Gefährliche Kurven). Julliard, 1950
- Le Voyage du mauvais larron. Julliard, 1951; Le Pré aux Clercs, 1987 (édition revue et corrigée)
- Lumière de soufre. Julliard, 1952
- Indiens des hauts plateaux. revue 9, n°8, décembre 1952
- Prisons 53. Julliard, 1953
- Schtibilem 41. Julliard, 1953
- Les Oreilles sur le dos. Éditions du Scorpion, 1953; Julliard, 1974 (édition revue et corrigée)
- Les Aveux les plus doux. Julliard, 1954
- Les Aveux les plus doux (scénario). Éditions des Lettres françaises, 1954
- Indiens pas morts. Delpire Éditeur, 1956
- Pour Djamila Bouhired. Éditions de Minuit, 1957
- Maréchal P… Éditeurs Français Réunis, 1958
- La plus grande Pente. Julliard, 1961
- Mon procès. Éditions de Minuit, 1961
- Préface au Meurtre de Roger Ackroyd d'Agatha Christie, Le Livre de Poche, 1961
- L'Affaire Peiper: plus qu'un fait divers. Atelier Marcel Jullian, 1978
- Chroniques du crime et de l'innocence. Jean-Claude Lattès, 1982
- Juste avant l'aube (zusemmen mit Jean Anglade). Presses de la Cité, 1990

## Familie
Girard hatte zwei Söhne, Dominic (1946) und Henry (1947) und zwei Töchter, Katharina (1962) und Laurence (1964).

## Das Geheimnis des Dreifachmordes von Escoire
In seinem Buch Du crime d'Escoire au Salaire de la Peur (Deutsch: Vom Verbrechen von Escoire zu Lohn der Angst) gibt Jacques Lagrange vor, eine fantastische Intrige entdeckt zu haben, in der der Außenminister, der Innenminister, die Geheimdienste ihre Finger im Spiel haben und sogar ein Komplott einer Gruppe Royalisten.
Diese frei erfundene Version wurde von dem Historiker Guy Sheepish geradezu zerrissen, indem er – er hatte Zugang zu den Akten zusammengestellt von Mme Maurice Garçon – ein umfassendes Buch über die Affaire veröffentlichte: Le triple crime du château d'Escoire (Deutsch: Der Dreifach-Mord von Chateau Escoire) (Editions La Lauze Perigueux). Er zeigt, dass, wenn Henri Girard (Georges Arnaud) von der Kronzeugenregelung von Richtern und Geschworenen des Schwurgerichts profitiert hat, dann weil der Präsident des Schwurgerichts Hurlaux (beteiligt an der Stavisky Affäre) bei Mme Maurice Garcon interveniert hat.
Durch nachsichtsvolle Erörterung dieser Angelegenheit mit den Geschworenen erhoffte er sich die Wiederbelebung seiner juristischen Karriere!

## Die beiden Georges Arnauds – eine unglückliche Namensgleichheit
Georges Arnaud, dessen richtiger Name Charles Henri Georges Achille Girard ist, war Zeitgenosse eines anderen französischen Schriftstellers, dessen echter Name tatsächlich Georges Arnaud war.
Letzterer musste seine Werke mit Georges-Jean Arnaud oder George J. Arnaud kennzeichnen, um eine eindeutige Zuordnung zu ermöglichen.
« Ich habe fürchterlich darunter gelitten, dass es einen zweiten Georges Arnaud gibt… sehen, wie eine Schwarte so gut wie Lohn der Angst einen enormen Erfolg hat, von einem gewissen Georges Arnaud, der dieses Pseudonym angenommen hat, ich hatte das Gefühl, dass man meinen Namen geklaut hat ».